# Skärgårdskryssarregeln

Skärgårdskryssare i 30 m²-klassen

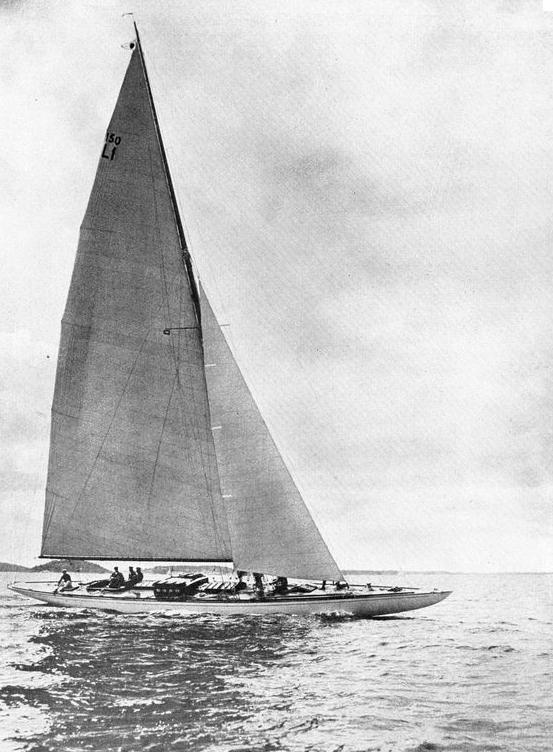
SK 150 "Singoalla", ritad av Gustaf Estlander och byggd på Neglingevarvet 1920. Fotot är taget på Kanholmsfjärden i augusti 1922.

Skärgårdskryssarregeln är ett svenskt regelsystem för fritidssegelbåtar, som ursprungligen skapades 1908 av ingenjör Karl Ljungberg i avsikt att få fram nya bra båtar till måttliga priser. Regeln baserar sig på ett begränsat antal restriktiva bestämmelser ifråga om skrov och rigg, för att  främja en fri utveckling av båtbyggeriet.
Dessa skärgårdskryssare kom att bli smala och långa med den första versionen av regeln, och regeln har reviderats ett flertal gånger, bland andra 1916, 1920 och 1925. Inom ramen för regeln finns nio klasser: 15, 22, 30, 40, 55, 75, 95, 120 och 150 m². Talen avser den maximala uppmätta segelarean. En bärande tanke är att segelarean skall vara begränsad, samtidigt som skrovstorleken i huvudsak är fri.
I reglerna förekommer fyra mått: deplacement, köllängd, medelbredd och fribordshöjd. Dessa påverkar segelbåtens fart. Dessa mått står i relation till vattenlinjelängden, som mäts några centimeter ovanför den verkliga vattenlinjen.
Skärgårdsregeln publiceras av Svenska Skärgårdskryssareförbundet. Den senaste regelsamlingen är från 1996, med regeländringar till och med 2013.